# بیکدالن
بیکدالن (به هلندی: Beekdaelen) یک منطقهٔ مسکونی در هلند است که در لیمبورخ (هلند) واقع شده‌است.